# 아키디아누스 콘비바토르
아키디아누스 콘비바토르는 아키디아누스속에 속하는 한 종이다.